# Zanny Minton Beddoes
Pour les articles homonymes, voir Beddoes.
Susan "Zanny" Minton Beddoes, née en 1967, est une journaliste britannique.  
Elle a commencé à travailler pour le média en 1994, en tant que journaliste économique spécialisée dans les marchés émergents. 
Le 2 février 2015, elle devient rédactrice en chef de The Economist, et la première femme à occuper ce poste. Elle est aussi membre du conseil d'administration de The Economist Group. 
Elle est membre du Groupe de Bilderberg.

## Éducation et carrière
Après une scolarité à la Moreton Hall School près d'Oswestry, Susan Jean Minton Beddoes (qui a pris le surnom de Zanny) étudie la philosophie, la science politique et l'économie au St Hilda's College d'Oxford. Elle obtient ensuite une bourse Kennedy pour étudier à l'université Harvard, aux États-Unis. Elle commence sa carrière comme conseillère auprès du Ministère des Finances en Pologne, au sein d'un petit groupe dirigé par l'économiste Jeffrey Sachs, professeur à Harvard. Elle rejoint ensuite le FMI, où elle travaille deux ans comme économiste sur les programmes d'ajustement macroéconomique en Afrique et dans les économies en transition de l'Europe de l'Est. Cette expérience lui permet de rejoindre en 1994 le magazine The Economist en tant que correspondante pour les marchés émergents, basée à Londres. Passant par les postes de responsable des sujets économiques puis des sujets d'affaires, Zanny Minton Beddoes prend le 2 février 2015 le poste de rédactrice en chef du journal. Elle est la dix-septième personne et la première femme à occuper ce poste.

## Activité professionnelle
De par sa position à la tête de la rédaction de The Economist, Zanny Minton Beddoes est considérée comme l'une des voix les plus influentes du journalisme économique et financier. Ses écrits portent principalement sur l'économie et la finance mondiales, ainsi que sur certaines régions, notamment les Amériques, l'Europe centrale et orientale, et l'Asie centrale. Elle a rédigé entre autres des articles sur l'économie des Etats-Unis, l'élargissement de l'Union Européenne, le futur du FMI et les réformes économiques dans les économies émergentes. Son travail a été publié dans les revues de politique internationale Foreign Affairs et Foreign Policy ainsi que des actes de conférences. Elle a également édité un ouvrage, Emerging Asia ("L'Asie émergente"), qui porte sur le futur des marchés émergents en Asie et a été publié en 1997 par la Banque de Développement d'Asie. Elle écrit en anglais, et parle l'allemand.
En mai 1998, elle a témoigné comme experte sur l'introduction de l'euro devant le sous-comité sur la politique commerciale et monétaire internationale de la Chambre des représentants.
Zanny Beddoes est une commentatrice régulière pour des émissions radiodiffusées comme Marketplace. Elle est également une invité régulière à la télévision aux États-Unis et en Grande-Bretagne, sur CNN, BBC, Bloomberg, PBS, CNBC, ou NBC, notamment pour des émissions politiques et économiques comme Real Time with Bill Maher, Charlie Rose, Public Interest et Tucker Carlson Unfiltered. Elle conduit également des débats et des interviews filmés pour The Economist avec des personnalités du monde économique et politique.
Elle a été membre du comité d'administration de la Fondation Carnegie pour la paix internationale.
Elle participe à la réunion du Groupe Bilderberg de 2015, 2016 et 2017,,,,.

## Vie privée
Elle est mariée au journaliste britannique Sebastian Mallaby.